# 상동성

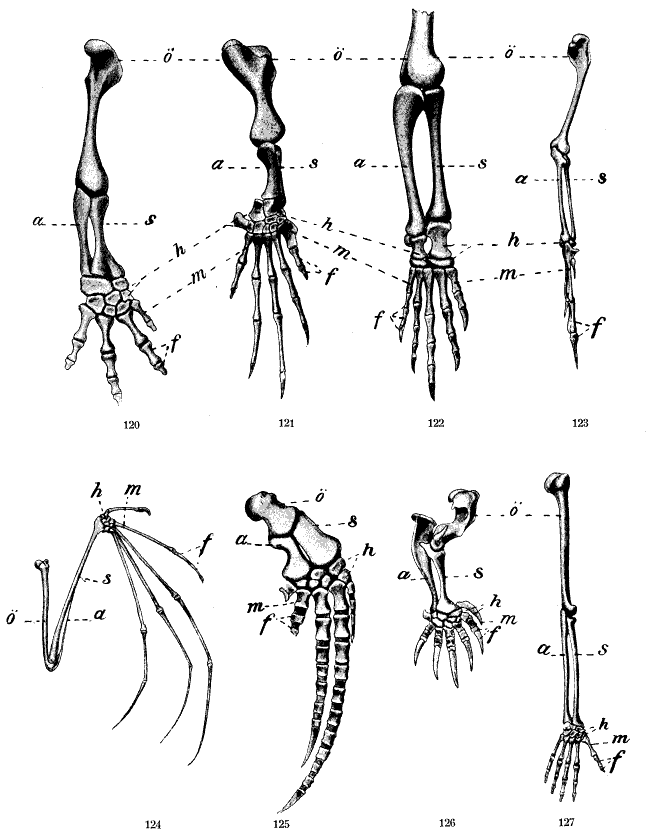
다양한 포유류의 앞다리 골격이 보여주는 상동성

상동성(相同性, 영어: homology)은 어떠한 형질이 진화의 과정 동안 보존된 것을 말하며, 이는 형태적 형질이나 분자적 형질, 유전자 서열도 해당될 수 있다. 진화가 일종의 개조 과정이라면, 그 과정을 거치면서 보존되는 특징들이 존재할 것이라 예측할 수 있으며, 이것이 상동성이다. 여기서 형질이 보존되었다는 것은 정확히 일치한다는 것이 아니라, 어떠한 공통적 조상 형질로부터 유래된 것이 소실되지 않고 남아 있어 진화적 관계를 유추할 수 있게 하는 것을 말한다.

## 해부학적 상동성
각각의 종들은 모두 형태학적으로 차이를 가지지만, 진화의 과정 동안 보존되는 형태적 특징도 나타나게 된다. 이는 진화적으로 가까운 종들일수록 뚜렷하게, 많이 나타난다. 포유류 앞다리 뼈는 매우 다양한 형태를 가진다. 예를 들면 인간의 앞다리는 정교한 작업이 가능하도록 진화하였으나, 고래의 그것은 수중 생활에 적합하게 지느러미와 같이 변하였고 박쥐의 경우는 날개로 진화하였다. 그러나 이들의 앞다리의 골격 구조를 보면 많은 골격 요소들과 전체적인 연결 형태가 상동성을 띔을 알 수 있다. 한편 이를 좀 더 거슬러 올라가면, 양서류, 조류를 포함한 파충류, 포유류의 앞다리는 모두 상동이라고 할 수 있다. 사지류의 공유파생형질인 네 다리는 어떠한 공통조상의 형질로부터 유래한 것이기 때문이다. 여기서 상동성과 상사성에 대해 유의해야 할 것은, 박쥐와 조류의 날개는 사지류 전체에서 본다면 상동형질이나, 이들의 가장 가까운 조상은 공통적이지 않기 때문에 다른 조상에서 독립적으로 비슷한 기능이 진화한 상사성으로 볼 수도 있다는 것이다. 즉, 이 용어들을 사용할 때는 어느 수준에서 종과 형질들을 다루고 있는지를 유념해야 한다.

## 분자적 상동성
생물종들의 근본적 차이는, 그리고 진화의 원천적 요인은 유전체 염기서열의 변화이다. 생물의 유전체 염기서열은 진화의 과정 동안 변화한 부분도 있으나, 그렇지 않은 부분도 존재한다. 이는 진화적으로 가까운 종일수록 보존된 서열의 비율이 높고, 생물의 기본적 기능에 필수적인 요소일수록 보존되어 있을 가능성이 높다. 진화적으로 상동성을 띄는 유전자들의 변이를 분석하여 종들의 유연관계를 분석하는 것은 최근의 분자계통학에서 매우 흔하고 중요한 일이다.

### 병렬상동
병렬상동 유전자(Orthologous gene)는 여러 다른 종들에서 발견되는 상동인 유전자들로, 종분화 과정에서 진화적으로 같은 유래를 가지는 유전자들을 말한다. 보편적인 예를 들자면 시토크롬 c 유전자가 있을 것이다. 이는 생물의 전자전달계에서 필수적인 분자로, 따라서 긴 진화의 과정 동안 적은 변이만을 나타내며 보존되어 왔다. 리보솜 형성에 필수적인 rRNA 유전자 역시 병렬상동이라 할 수 있다.

### 직렬상동

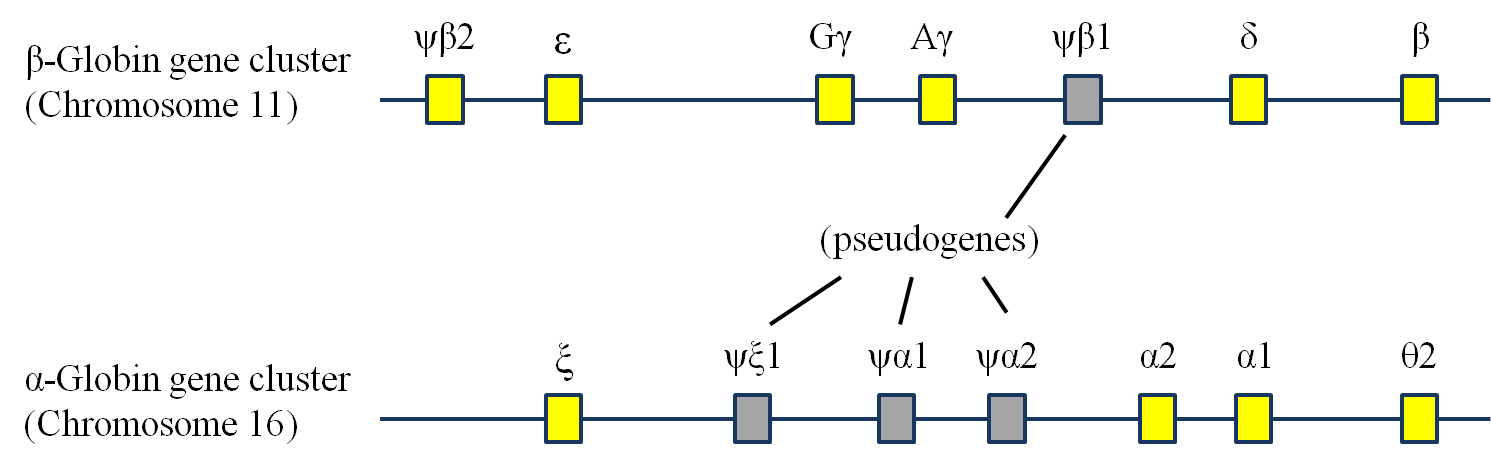
글로빈 유전자군

직렬상동 유전자(Paralogous gene)는 유전자 중복 등의 결과로 일어나며 한 종 내에서 발견될 수도, 다른 종 사이에서 발견될 수도 있다. 한 종 내에서 발견되는 예로는 헤모글로빈 유전자군이 있다. 유전자 중복이 일어난 후 시간이 지나면서 다시 독립적으로 일어난 변화들에 의해, 각 유전자들은 조금씩 다른 산물을 만들게 된다. 헤모글로빈 유전자군의 유전자들이 조금씩 다른 형태의 헤모글로빈을 만드는 것이다. 개체 내에서 발견되는 상동 쌍일 경우 in-paralogos, 다른 종에서 발견되는 상동 쌍의 경우는 out-paralogs라고 한다. 종 분화 이전에 유전자 중복이 먼저 일어났을 때 out-paralogs가 생길 수 있으며 그 예시로는 인간의 헤모글로빈 유전자와 침팬지의 마이오글로빈 유전자의 상동성이 있다. 

## 같이 보기
- 진화